# Kabupaten Konawe
Kabupaten Konawe är ett kabupaten i Indonesien.   Det ligger i provinsen Sulawesi Tenggara, i den centrala delen av landet, 1 700 km öster om huvudstaden Jakarta. Antalet invånare är 241 982.